# Teucholabis (Teucholabis) bicolor
Teucholabis (Teucholabis) bicolor is een tweevleugelige uit de familie steltmuggen (Limoniidae). De soort komt voor in het Oriëntaals gebied.